# Colostygia rebeli
Colostygia rebeli là một loài bướm đêm trong họ Geometridae.